# Adelfa Soro
Adelfa Soro de Nuestra Señora del Rosario o Adelfa Josefa Fermina Soro Bó (Villanueva de Castellón, Valencia, 6 de marzo de 1887-Vallvidrera, Barcelona, 27 de julio de 1936) fue una religiosa dominica, mártir de la fe y beata española.

## Biografía
Perteneciente a una familia cristiana, Adelfa fue educada en el colegio de Hermanas Dominicas de la Anunciata que había sido fundado en su pueblo natal hacía pocos años. Ingresó en esa misma congregación el 3 de marzo de 1905, profesando el 30 de abril de 1907. Una vez en la vida religiosa, llegó a ser una muy buena pianista y profesora de música. Desempeñó con mucha entrega la actividad educativa, y su carácter dulce y afable le hacía merecedora del cariño de las alumnas. De gran generosidad, simultaneó la enseñanza con el cuidado de hermanas enfermas. Estuvo destinada en San Andrés de Palomar (Barcelona), donde vivió los sucesos de la Semana Trágica de 1909 en carne propia, al ser incendiado su convento. Posteriormente estuvo asignada a los colegios de Castell del Remei, Salt (Gerona) y Barcelona, en el convento de la calle Trafalgar, donde encontró la muerte.

### Martirio
El 27 de julio de 1936, durante la persecución religiosa durante la Guerra Civil Española, Adelfa Soro, junto a las hermanas Ramona Fossas, Teresa Prats, Ramona Perramón y Otilia Alonso (la más joven, con sólo 19 años) fueron sometidas por milicianos a interrogatorio en el convento de la calle Trafalgar. Luego las llevaron a distintos comités, donde se les propuso con insistencia que renunciaran a su condición de religiosas a cambio de la libertad, a lo que ellas rehusaron. Esa misma noche, con la excusa de devolverlas al convento, las subieron en un camión y fueron conducidas a una curva de la carretera que llevaba a San Cugat del Vallés, una vez pasado el pueblo de Vallvidrera. La curva se llama hoy en día de les Monges (entonces El Fero). Allí fueron asesinadas a tiros una a una. Sin embargo, dos de ellas sobrevivieron unas horas y fueron trasladadas a un hospital de la Cruz Roja, donde relataron lo sucedido. Su cuerpo se encuentra en una fosa común en el Cementerio del Sudoeste de Barcelona.

### Beatificación
Adelfa fue beatificada el 28 de octubre de 2007 en Roma por el Papa Benedicto XVI junto a otros 497 mártires, incluidas sus compañeras de martirio y también otras dos dominicas de la Anunciata: Reginalda Picas y Rosa Jutglar de la comunidad de Manresa. Su memoria  litúrgica se celebra el 6 de noviembre.